# Nasua
I coati (Nasua Storr, 1780) sono un genere di Procionidi (Procyonidae) originario dell'America centrale e meridionale. Il loro nome scientifico deriva dal termine latino nasus, in riferimento al loro muso allungato simile a una proboscide dotato di naso mobile. Il nome «coati» invece, comune in molti paesi, è preso in prestito dalla lingua tupí o guaraní e deriva da cua, «cintura», e tim, «naso».

## Descrizione
Due specie di coati, il coati rosso e quello dal naso bianco, sono molto simili tra loro, tanto che fino a poco tempo fa erano raggruppate in un'unica specie. Presentano una lunghezza testa-corpo di 43-70 cm. La coda, che presenta bande alternate gialle e marroni, ha all'incirca la stessa lunghezza, 42-68 cm. L'altezza al garrese raggiunge i 30,5 cm e il peso varia tra 3,5 e 6 kg. Le zampe anteriori sono corte, le posteriori lunghe. I maschi sono generalmente più grandi delle femmine. Il coati di Nelson, una sottospecie di coati dal naso bianco endemica dell'isola di Cozumel, raggiunge una lunghezza totale di soli 70-80 cm, tanto che fino a poco tempo fa veniva considerato una specie a sé, ma le sue dimensioni, pur discostandosi da quelle dei cugini che vivono nella vicina penisola dello Yucatán, rientrano nel range delle dimensioni della specie. Ancora più piccola di quest'ultimo è la terza specie del genere, il coati di montagna, che presenta una lunghezza totale di 60-70 cm, di cui 20-25 per la coda; il suo peso varia tra 1 e 1,5 kg.
La pelliccia del coati di Nelson è corta e abbastanza morbida e setosa. In altre popolazioni delle altre specie la pelliccia è più lunga e alquanto ruvida. Il colore della pelliccia della regione dorsale varia dal marrone chiaro al rossastro, fino al nero. Le parti inferiori, invece, vanno dal giallastro al marrone scuro. Il muso, il mento e la gola sono generalmente bianchi, mentre i piedi sono neri. La regione delle spalle dei maschi adulti può presentare peli gialli o bianchi. Gli occhi sono circondati da una sorta di maschera di colore dal rossastro al marrone, mentre la faccia è macchiata di bianco e nero. Il muso del coati rosso varia dal grigio al marrone, ma non è mai bianco come nel coati dal naso bianco e nel coati di Nelson. Il coati di montagna è di colore grigio-bruno, con anelli della coda bruno scuro su fondo giallastro, ben visibili.
Le orecchie sono corte e il muso è lungo e molto mobile all'estremità. Il coati rosso e quello dal naso bianco differiscono per una serie di caratteristiche del cranio. Il modo più semplice per distinguerle è quello di osservare il palato: nel primo è piatto, nel secondo è depresso lungo la linea mediana.

## Distribuzione e habitat
I coati vivono nel continente americano, dagli Stati Uniti sud-occidentali all'Argentina. Non sembrano essere presenti negli llanos del Venezuela.
Non sono molto esigenti riguardo alla scelta dell'habitat, ma vivono più spesso nelle foreste. Si incontrano nelle foreste pluviali tropicali sempreverdi quanto nelle foreste secche e decidue. Il coati di montagna vive sul versante occidentale delle Ande, dal Venezuela all'Ecuador; come indica il nome, è una specie di montagna che abita le foreste e le savane cespugliose, fredde e piuttosto secche, a un'altitudine di 2000-4000 m.

## Biologia

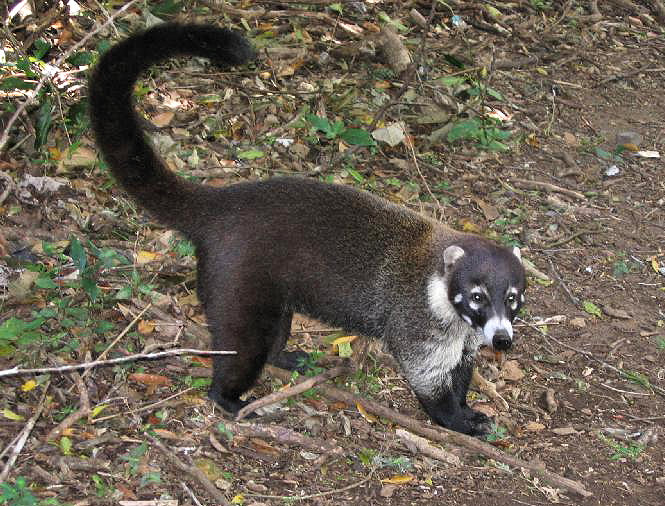
Coati dal naso bianco (Nasua narica).

I coati sono attivi principalmente durante il giorno, ma i maschi adulti sono spesso attivi anche di notte. Sono onnivori e cercano il cibo sugli alberi e sul terreno. Quando sono a terra, tengono di solito la coda eretta, ad eccezione della punta arricciata. Perlustrano il terreno, gli anfratti e le cavità con il muso mobile e sensibile. Quando c'è abbondanza di frutta, preferiscono nutrirsi di questa. Altrimenti, il menu di femmine e piccoli è costituito per lo più da invertebrati e quello dei maschi dai roditori più grandi. Quando sono in cerca di cibo si spostano per 1500-2000 m al giorno e di solito ritornano sugli alberi dormitorio di notte.
Il comportamento sociale del coati dal naso bianco è stato ben studiato, ma il coati rosso sembra avere un comportamento simile. Le femmine e i giovani vivono in gruppi composti anche da 20 esemplari; i maschi adulti, invece, vengono tenuti alla larga dalle manifestazioni di aggressività delle femmine, talvolta coadiuvate dai giovani. Sono stati tuttavia segnalati casi di convivenza di maschi e femmine all'interno di un gruppo e di convivenza pacifica tra due maschi. Durante la stagione degli amori, i maschi si sottomettono alle femmine. La stagione degli amori coincide con il periodo di maggiore disponibilità dei frutti; durante il resto dell'anno i maschi sono carnivori e potrebbero tentare di predare i giovani coati, minacciando così l'esistenza del gruppo.
La stagione degli amori dura da due a quattro settimane. Dopo un periodo di gestazione di 10-11 settimane, in un nido costruito sugli alberi, nascono da due a sette piccoli. Alla nascita questi pesano da 100 a 180 g e aprono gli occhi dopo 11 giorni. Dopo cinque settimane lasciano il nido e si uniscono al gruppo con la madre. I piccoli vengono allattati per quattro mesi e raggiungono la taglia degli adulti a 15 mesi e la maturità sessuale a due anni.

## Tassonomia
Attualmente nel genere Nasua vengono riconosciute tre specie:
- il coati rosso (Nasua nasua), diffuso dalla Colombia fino all'Argentina settentrionale e all'Uruguay;[3]
- il coati dal naso bianco (Nasua narica), diffuso dall'Arizona al Golfo di Urabá nella Colombia nord-occidentale;[3]
- il coati di montagna (Nasua olivacea), diffuso nelle foreste di montagna delle Ande settentrionali e fino a poco tempo fa classificato in un genere a parte, Nasuella.[5]

Il coati di Nelson, dell'isola di Cozumel, non viene più considerato una specie a sé, bensì una sottospecie di coati dal naso bianco (Nasua narica nelsoni).

## Conservazione
Secondo la IUCN le popolazioni di coati rosso e coati dal naso bianco, benché in diminuzione, non destano preoccupazioni, tanto da essere classificate come «specie a rischio minimo» (Least Concern). La IUCN riporta che entrambe le specie sono cacciate per la carne e la pelliccia, anche se in alcuni territori (Nuovo Messico, Uruguay) godono di qualche tipo di protezione. Una minaccia importante è costituita anche dalla deforestazione e dalla distruzione degli habitat idonei.
Il coati di montagna, invece, è considerato dalla IUCN «specie prossima alla minaccia» (Near Threatened), in particolare per la sua sensibilità alla deforestazione. Decisamente in pericolo è la sottospecie meridensis, che la IUCN considera specie a sé, principalmente a causa della degradazione e della frammentazione degli habitat; la conoscenza che ne abbiamo al momento non è peraltro adeguata a fornire un giudizio preciso.

## Galleria d'immagini

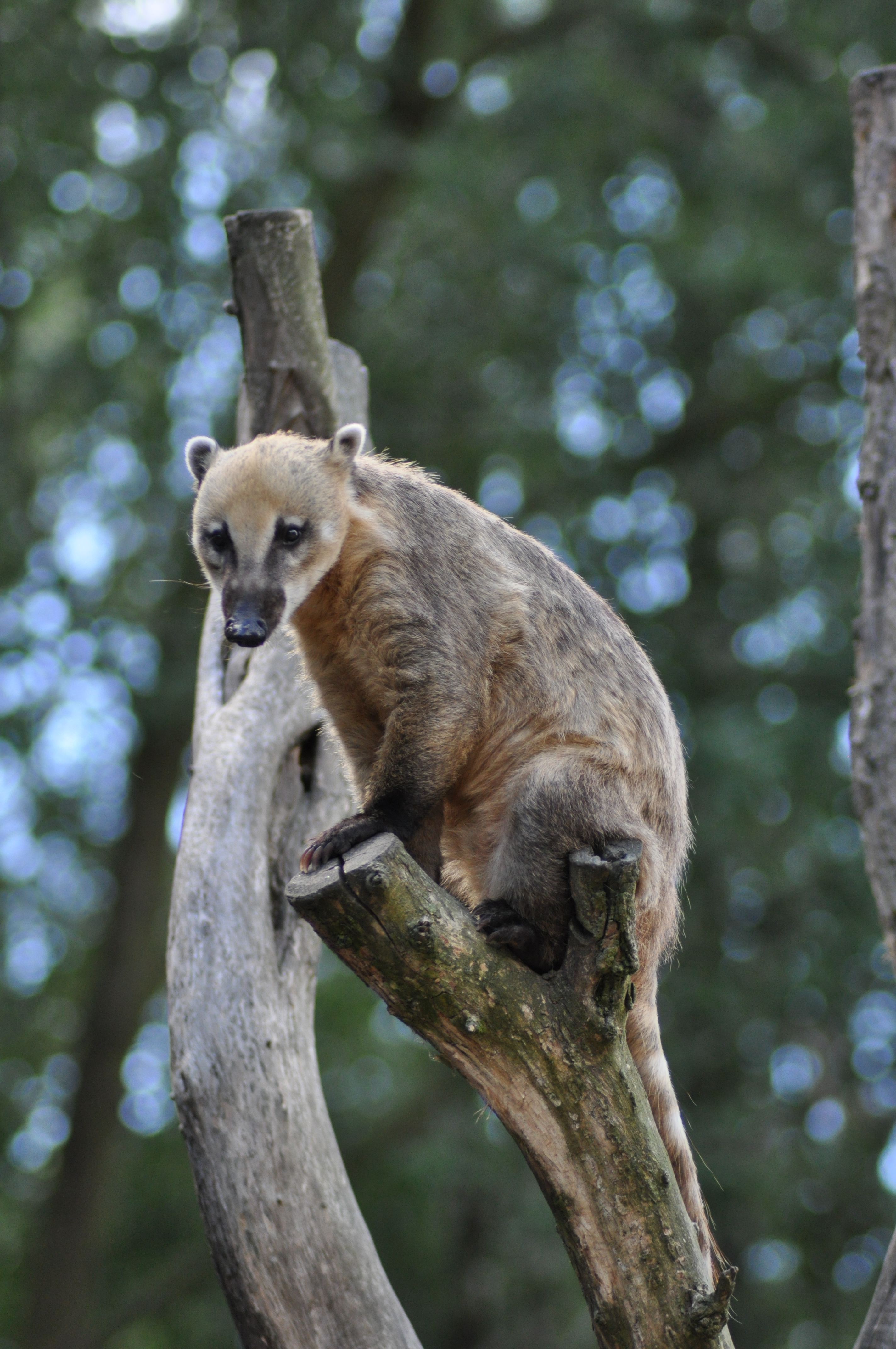
Coati nel parco della Landa di Luneburgo
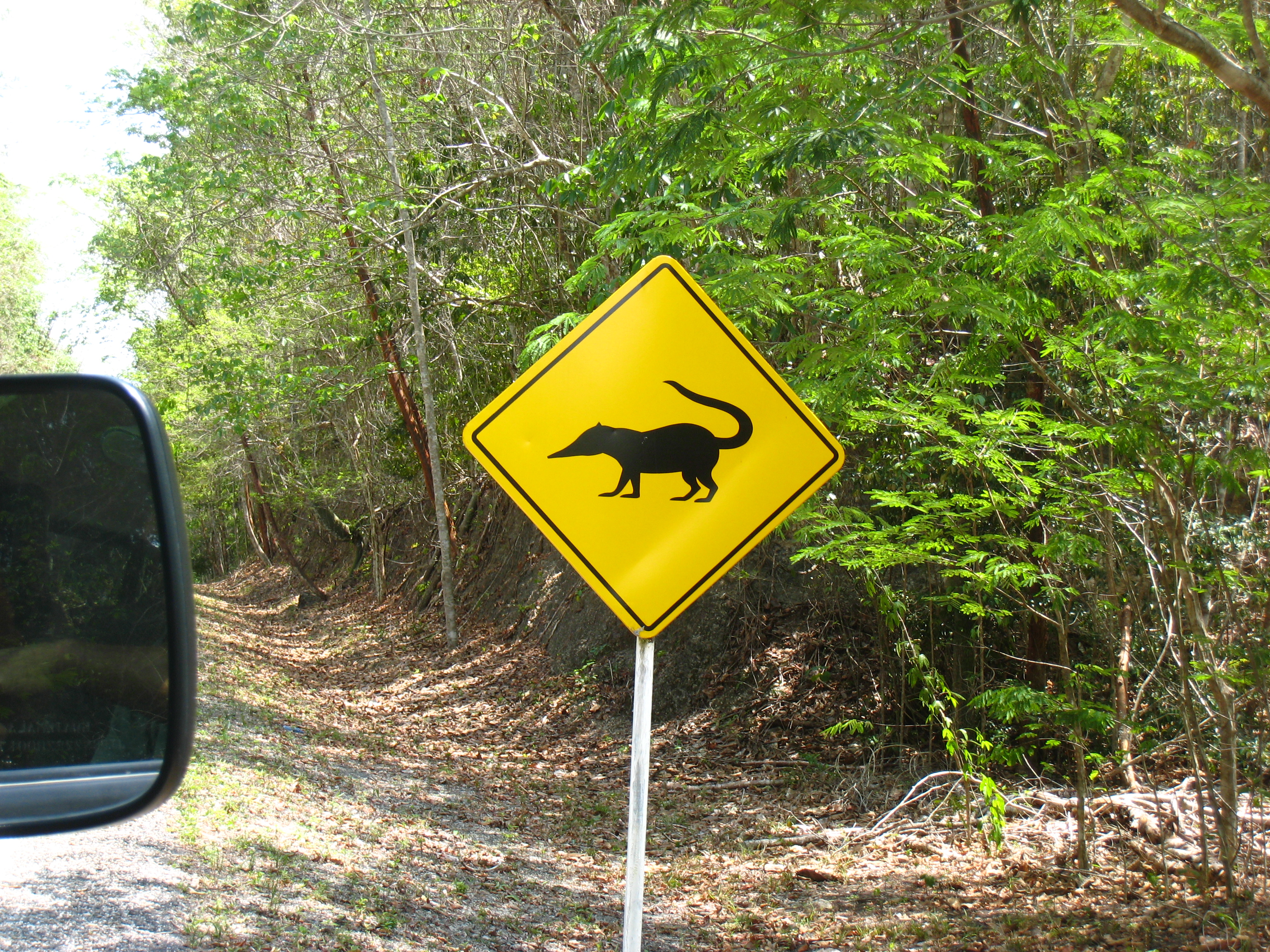
Cartello «Attenzione ai Coati!» in Guatemala
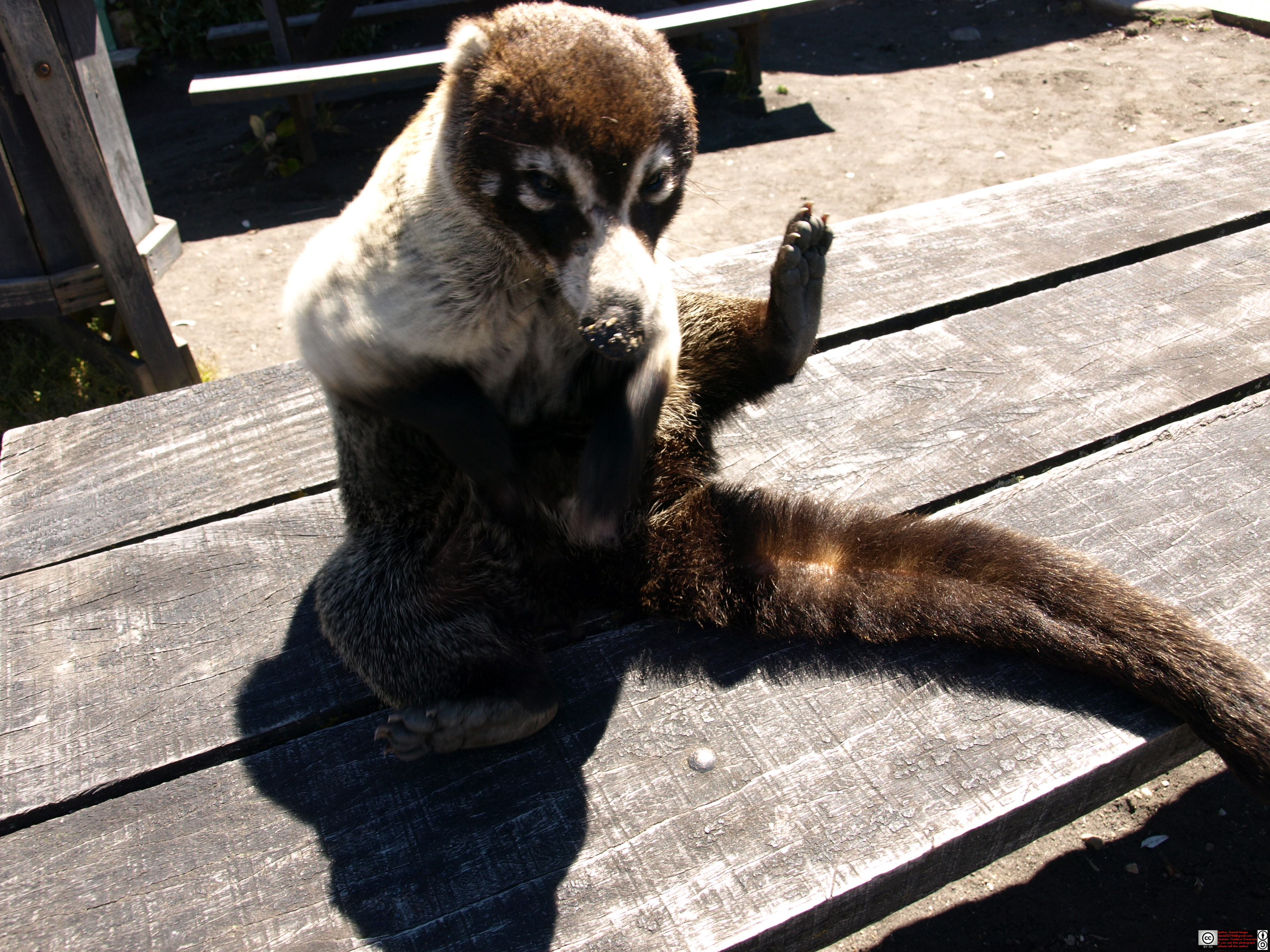
Coati in Costa Rica
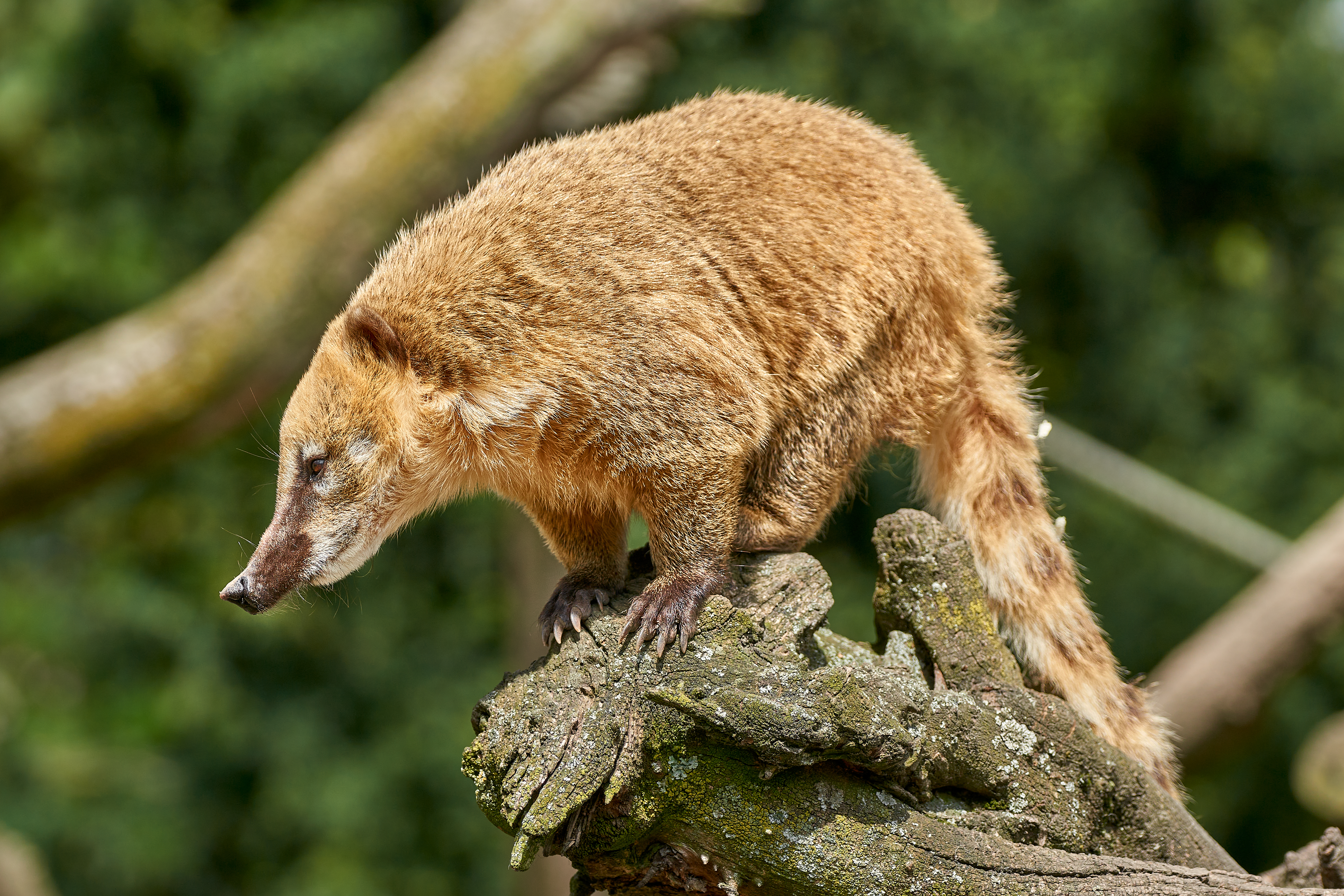
Coati allo zoo di Duisburg